# Ahlbecker Kirche

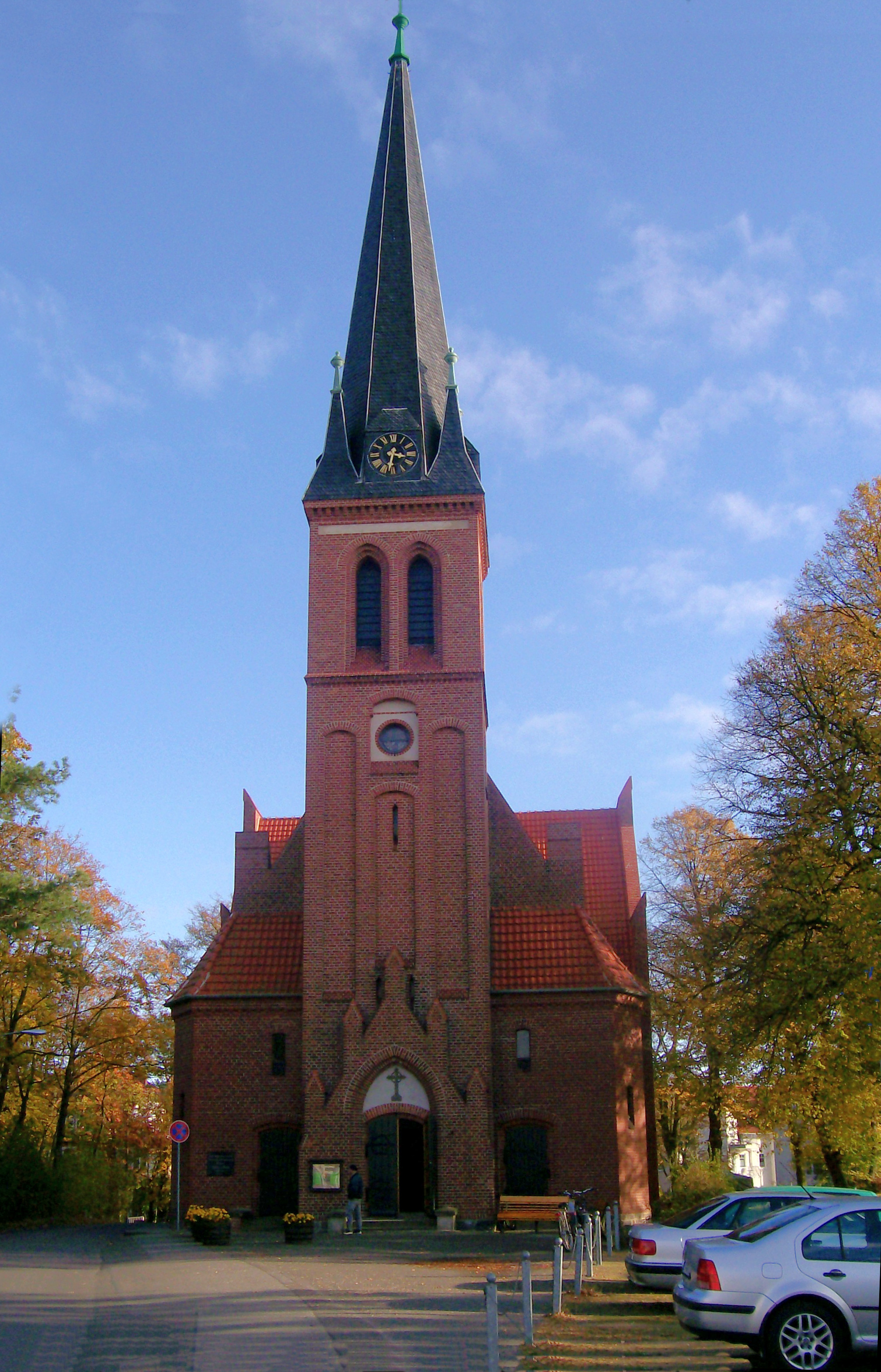
Portalseite der Kirche (Westansicht)

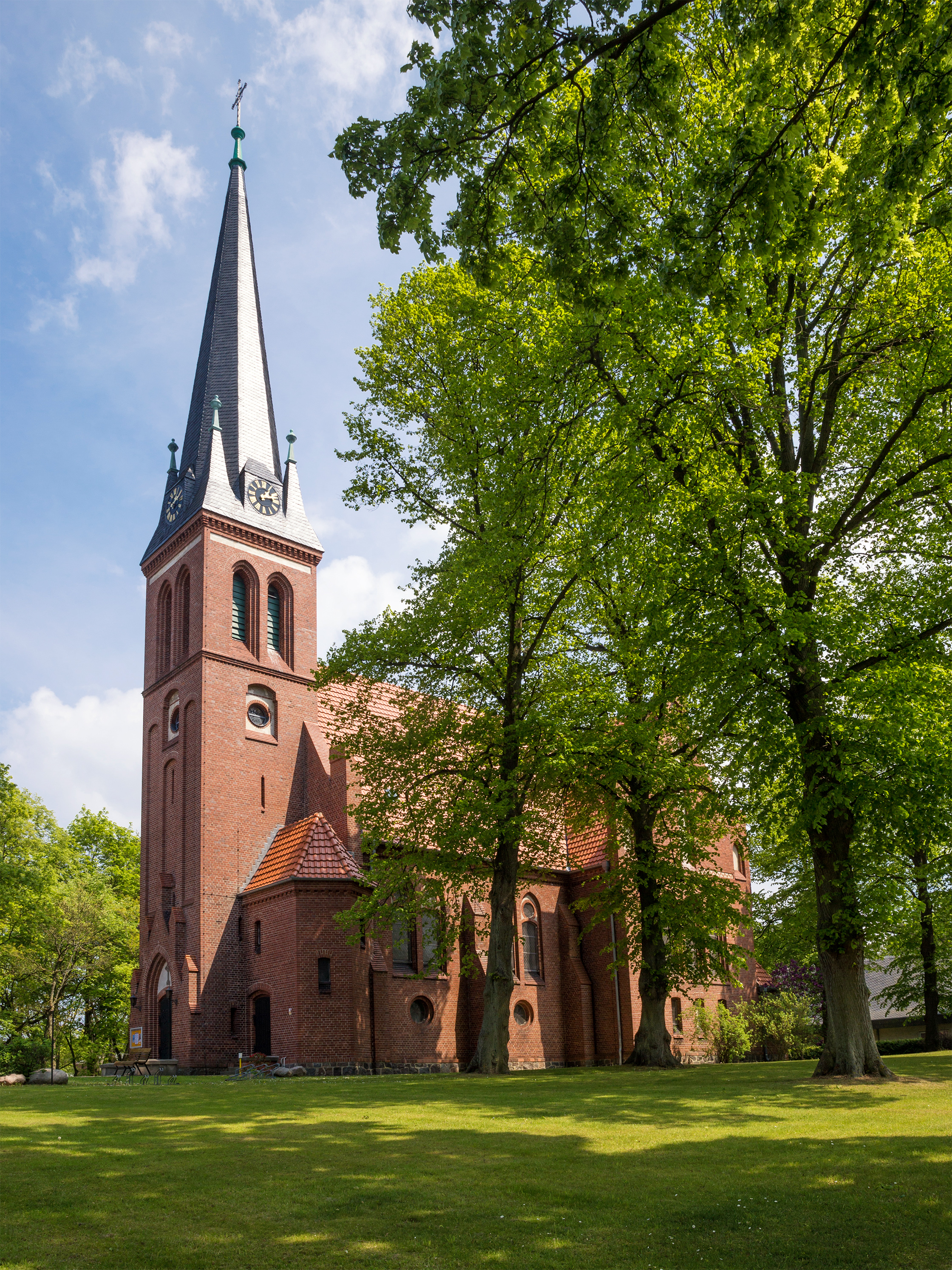
Seitenansicht der Kirche Ahlbeck

Die Ahlbecker Kirche oder auch Kirche Ahlbeck ist die evangelische Kirche aus dem Jahr 1895 im Ortsteil Seebad Ahlbeck auf der Ostseeinsel Usedom in Mecklenburg-Vorpommern. Sie ist denkmalgeschützt.
Die Kirche gehört seit 2012 zur Propstei Pasewalk im Pommerschen Evangelischen Kirchenkreis der Evangelisch-Lutherischen Kirche in Norddeutschland. Zuvor gehörte sie zum Kirchenkreis Greifswald der Pommerschen Evangelischen Kirche.

## Geschichte
Die Geschichte der Kirche zu Ahlbeck ist wie die der Kirche im Walde im benachbarten Heringsdorf eng mit der Entwicklung des Ortes zum Seebad verbunden.
Als Gründer der Kirche gilt der Kantor und Lehrer Johann Koch, der im Jahr 1847 nach Ahlbeck kam. Erste Badegäste Ahlbecks wohnten 1852 in seinem Haus. Koch gründete am 28. Juli 1865 das Komitee zur Erbauung eines evangelischen Gotteshauses. Für ihren Bau sammelte er fast drei Jahrzehnte lang Spenden unter den Einwohnern und Badegästen. Die Grundsteinlegung am 22. Juli 1894 erlebte Johann Koch (1818–1894) nicht mehr; er starb am 1. Juni 1894.

## Bauwerk

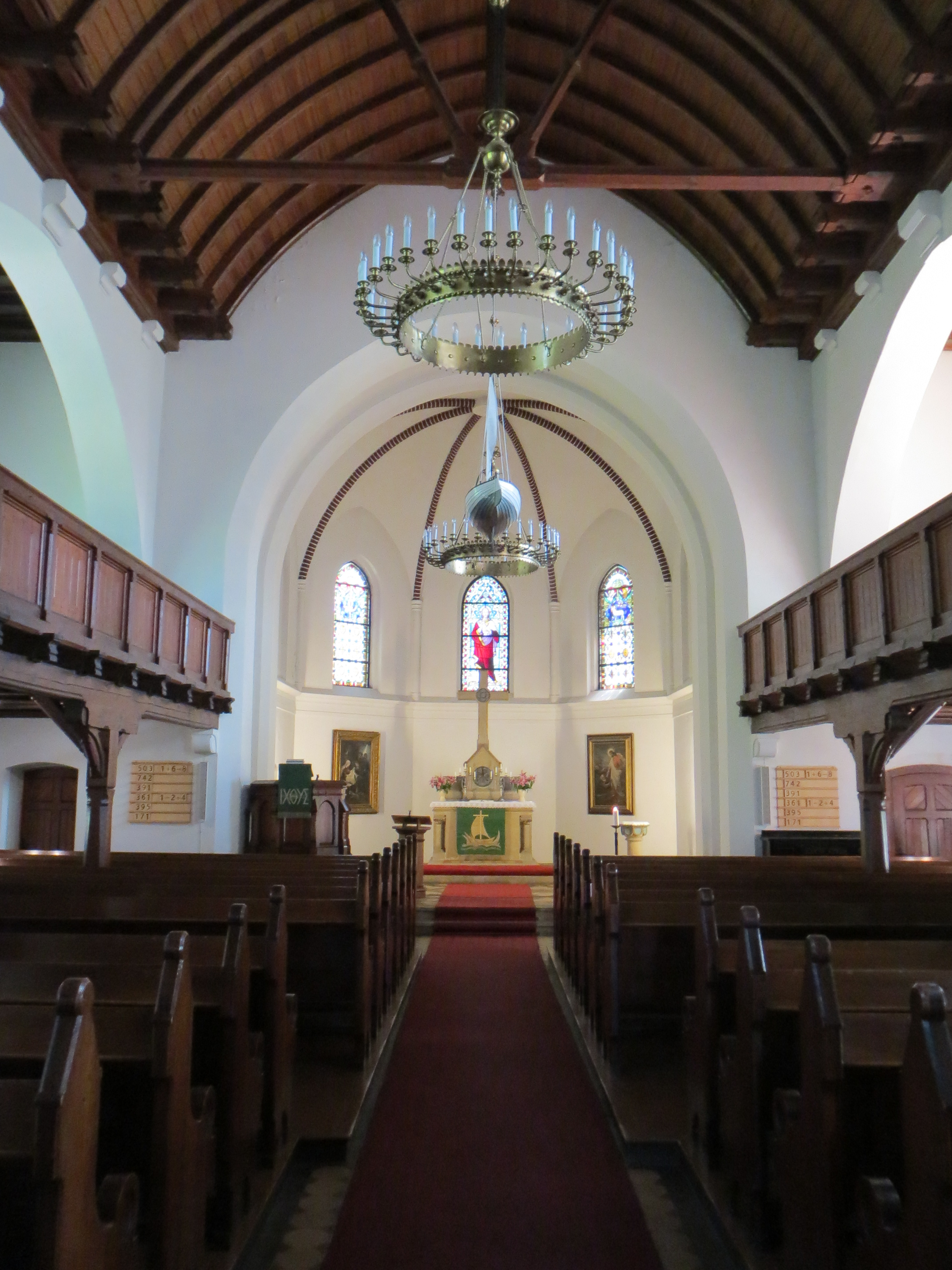
Blick ins Kirchenschiff zum Altar

Geplant wurde die Kirche vom preußischen Königlichen Regierungsbaumeister (Gustav?) Werner. Sie wurde aus Backstein im Stil des Historismus mit Elementen der Neugotik errichtet. Vollendet und eingeweiht wurde die Kirche am 29. August 1895, bis dahin mussten Ahlbecker und Gäste nach Swinemünde oder Heringsdorf in den Gottesdienst gehen. Bis heute ist die ursprüngliche Ausstattung erhalten. Mit ihrer den Raum überspannenden Spitztonnenholzdecke wirkt sie wie ein großes umgedrehtes Schiff.
Das Innendekor konzentriert sich auf den Altar und das Kreuz aus Sandstein. Drei Buntglasfenster im Jugendstildekor prägen die Apsis der neugotischen Kirche. Die beiden festlichen Kronleuchter und das Votivschiff „Heimkehr“, gestiftet vom ehemaligen Pfarrer und Buchautoren Gerhard Dallmann aus Greifswald-Wieck, verleihen dem Raum eine besondere Ausstrahlung.
An den Längsseiten und der Westseite verläuft eine Empore aus Holz. An der Mitte der schmalen Emporenseite befindet sich ein Ölgemälde von 1900, das Johann Koch zeigt. Es ist mit Th. Ziegler signiert und wahrscheinlich eine Arbeit von Theodor Ziegler aus Berlin. Der Innenraum wurde mit Ornamenten ausgemalt. Der Altar und die Taufe aus Sandstein stammen wie die achteckige hölzerne Kanzel aus der Erbauungszeit.
Im Zweiten Weltkrieg erlitten Dach und Fenster Schäden, Feuchtigkeit drang ein. Zwischen 1970 und 1975 wurde die Kirche renoviert; dabei wurden die Ornamente weiß übermalt. Der Kirchturm wurde 1981 mit Schiefer neu gedeckt. 1991 wurde das Dach der Kirche neu gedeckt, der Dachstuhl saniert und der Innenraum erneut weiß gestrichen.

## Orgel

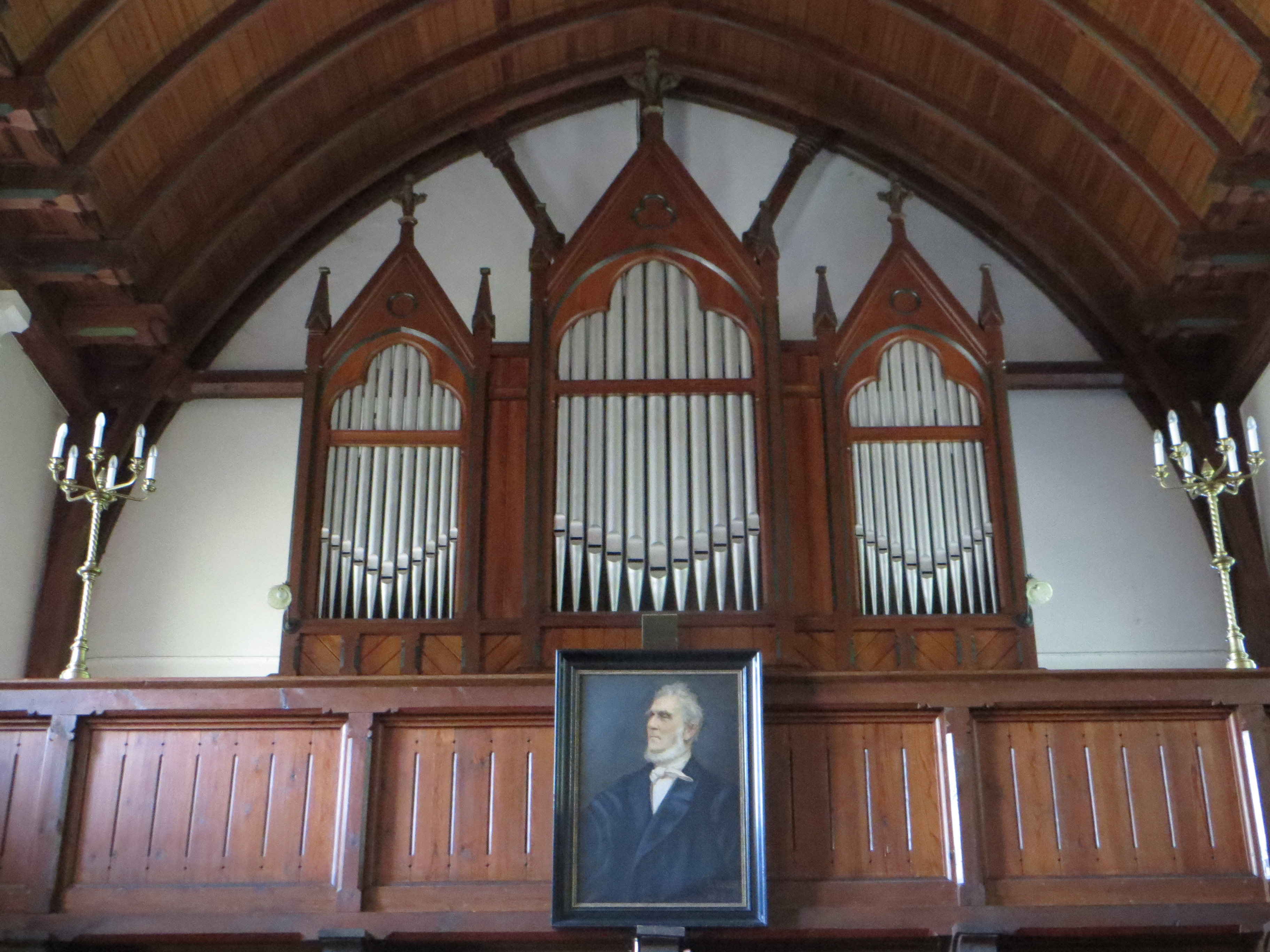
Orgel in der Kirche Ahlbeck, an der Empore mit dem Bildnis von Johann Koch (Aufnahme aus dem Jahr 2014)

Die Orgel mit 15 Registern und zwei Manualen vollendete 1895 der Orgelbaumeister Barnim Grüneberg aus Stettin, sie ist das Grüneberg-Opus 381.
1917 kam es zur Abgabe der Zinn-Prospektpfeifen für die kaiserliche Rüstungsindustrie, die Verluste wurden 1921 von Zinkpfeifen ersetzt. 1962 wurde sie mit vier neuen Pedalregistern von der Firma Eule (Bautzen) auf pneumatischer Kegellade sowie mit Erweiterung des Oberwerkes ausgestattet. 1992 erfolgte die Generalüberholung von Rainer Wolter (Dresden).
| I Manual C–f3 |    |
| Prinzipal     | 8′ |
| Rohrflöte     | 8′ |
| Octav         | 4′ |
| Nachthorn     | 4' |
| Waldflöte     | 2' |
| Mixtur V      |    |

| II Manual C–f3 |        |
| Gedackt        | 8′     |
| Spitzflöte     | 4′     |
| Prinzipal      | 2′     |
| Nasard         | 2 ⁄3′  |
| Terz           | 1 3⁄5′ |
| Cymbel II      |        |

| Pedal C-d1 |     |
| Subbass    | 16′ |
| Oktavbass  | 8′  |
| Gemshorn   | 2′  |

Pedalcoppel I, Manaualcoppel

## Geläut
Nicht erhalten sind die drei ursprünglichen Bronze-Glocken, die als „Metallspende des deutschen Volkes“ abgegeben werden mussten. Sie wurden 1956 von Gußstahl-Glocken ersetzt.